# Naechon-myeon, Pocheon
Naechon-myeon (koreanska: 내촌면) är en socken i kommunen Pocheon i provinsen Gyeonggi i den norra delen av Sydkorea, 35 km nordost om huvudstaden Seoul.